# Isometopus
Isometopus is een geslacht van wantsen uit de familie blindwantsen. Het geslacht werd voor het eerst wetenschappelijk beschreven door Fieber in 1860.

## Soorten
Het genus bevat de volgende soorten:

- Isometopus amurensis Kerzhner, 1988
- Isometopus angolensis Hoberlandt, 1952
- Isometopus aureus Akingbohungbe, 1996
- Isometopus beijingensis Ren & Yang, 1988
- Isometopus bicolor McAtee & Malloch, 1932
- Isometopus bipunctatus C.S. Lin, 2004
- Isometopus canariensis Lindberg, 1936
- Isometopus citri Rlen, 1987
- Isometopus cuneatus (Distant, 1904)
- Isometopus fasciatus Hsiao, 1964
- Isometopus feanus (Distant, 1904)
- Isometopus frontalis Akingbohungbe, 1996
- Isometopus hainantus Hsiao, 1964
- Isometopus hainanus Hsiao, 1964
- Isometopus hananoi Hasegawa, 1946
- Isometopus hasegawai Miyamoto, 1965
- Isometopus heterocephalus Puton, 1898
- Isometopus ishigaki Yasunaga, 2012
- Isometopus japonicus Hasegawa, 1946
- Isometopus kaznakovi Kiritshenko, 1939
- Isometopus lini C.S. Lin, 2004
- Isometopus maculosus Akingbohungbe, 1996
- Isometopus marginatus Ren & Yang, 1988
- Isometopus nigrosignatus Ren, 1987
- Isometopus obesulus Akingbohungbe, 1996
- Isometopus peltatus McAtee & Malloch, 1932
- Isometopus puberus Ren, 1991
- Isometopus quadrifasciatus Wagner, 1973
- Isometopus quadrivittatus Akingbohungbe, 2003
- Isometopus renae C.S. Lin, 2004
- Isometopus rugiceps Kerzhner, 1988
- Isometopus sepehrii Linnavuori, Safrazi & Hosyni, 1998
- Isometopus shaowuensis Ren, 1987
- Isometopus takaii Yasunaga, 2012
- Isometopus tianjinus Hsiao, 1964
- Isometopus typica (Distant, 1910)
- Isometopus yehi C.S. Lin, 2004

Subgenus Isometopus Fieber, 1860
- Isometopus diversiceps Linnavuori, 1962
- Isometopus intrusus (Herrich-Schäffer, 1842)
- Isometopus linnavuorii Hosseini, 2017
- Isometopus longirostris Akingbohungbe, 1996
- Isometopus mirificus Mulsant & Rey, 1879
- Isometopus nigritulus Akingbohungbe, 1996
- Isometopus peregrinus Akingbohungbe, 1996
- Isometopus praetermissus Akingbohungbe, 2012
- Isometopus taeniaticeps Puton, 1898
- Isometopus vanharteni Akingbohungbe, 2006

Subgenus Jehania Distant, 1910
- Isometopus carinifrons Akingbohungbe, 2006
- Isometopus gharaati Akingbohungbe, 2012
- Isometopus maculipennis Akingbohungbe, 2004
- Isometopus mirus Akingbohungbe, 2004
- Isometopus yemenensis Akingbohungbe, 2003